# Bình Tân, La Gi
Bình Tân là một phường thuộc thị xã La Gi, tỉnh Bình Thuận, Việt Nam.

## Địa lý
Phường Bình Tân nằm ở phía nam thị xã La Gi, có vị trí địa lý:
- Phía đông giáp Biển Đông
- Phía tây giáp phường Tân Thiện và phường Phước Hội
- Phía nam giáp phường Phước Lộc và Biển Đông
- Phía bắc giáp phường Tân An và xã Tân Bình.

Phường Bình Tân có diện tích 3,45 km², dân số năm 2022 là 18.940 người, mật độ dân số đạt 5.490 người/km².

## Hành chính
Phường Bình Tân được chia thành 11 khu phố.

## Lịch sử
Ngày 5 tháng 9 năm 2005, Chính phủ ban hành Nghị định 114/2005/NĐ-CP về việc thành lập phường Bình Tân thuộc thị xã La Gi trên cơ sở 326 ha diện tích tự nhiên và 20.788 nhân khẩu của xã Tân Bình.